# 热罗姆·丹布罗西奥
热罗姆·丹布罗西奥（Jérôme d'Ambrosio，1985年12月27日—）出生于比利时埃特尔贝克，是前電動方程式车手，現擔任賽車運動主管、法拉利車隊副領隊兼法拉利車手學院負責人。曾是電動方程式車隊文圖里車隊負責人。
他曾效力于路特斯F1车队。他早年在各类卡丁车比赛中崭露头角，得以入选雷诺车手发展项目，参加低级别的方程式锦标赛。2010年，他进入一级方程式锦标赛，成为维珍车队的测试车手，并为车队出战了2011年世界一级方程式锦标赛。2012年，他转投路特斯F1车队，成为该车队的一名试车手，并替代受到停赛处罚的罗曼·格罗斯让参加了2012年意大利大奖赛。

## 职业生涯

### 卡丁车
丹布罗西奥的职业生涯始于卡丁车赛事。他在比利时的卡丁车锦标赛中赢得过三次冠军，分别是1996年的迷你组、2000年的初级组和2002年的A级方程式组冠军。国际赛事中，他在2000年赢得Junior Monaco卡丁车杯，并在2002年赢得A级方程式世界杯。

### 雷诺方程式
丹布罗西奥从2003年起开始参加单座赛车的各项赛事。他加入了前F1车手、同胞蒂耶里·布特森(Thierry Boutsen)的车队，并赢得了比利时雷诺方程式（Formula Renault）1.6升级别的冠军。同年，丹布罗西奥参加了在德国举办的König方程式锦标赛，在赛季总排名中位列第四。在2004年，他通过测试，加入了雷诺车队的车手发展项目，为期一年。同年，他参加了法国雷诺方程式2升级别的赛事，最终排名第四，并在所有参赛新人中位列第一。同时，他还进行了七场雷诺2.0方程式欧洲杯的比赛。在2005年，他转战意大利雷诺方程式，以第四名的成绩完赛，并参加了六场雷诺欧洲杯赛事。在2006年，他代表Tech 1 Racing车队参加了雷诺方程式最高级别的比赛——3.5升系列赛，而后在四轮比赛未得一分的情况下退出了该赛事。

### 欧洲系列赛3000
2006年，丹布罗西奥加入Euronova Racing车队，参加欧洲系列赛3000（Euroseries 3000）。尽管错过了前半赛季的比赛，他还是三次登上领奖台并最终获得赛季第五。同时，他也驾驶比利时产的吉列维迪高(Gillet Vertigo)跑车，参加了国际汽联GT锦标赛GT2级别的一场赛事。

### 方程式大师赛
2007年，丹布罗西奥代表Cram Competition车队，参加了国际方程式大师系列赛（International Formula Master Series）首个赛季的比赛。他赢得了五场比赛，并以100分的总积分问鼎该级别赛事的榜首。

### GP2系列赛

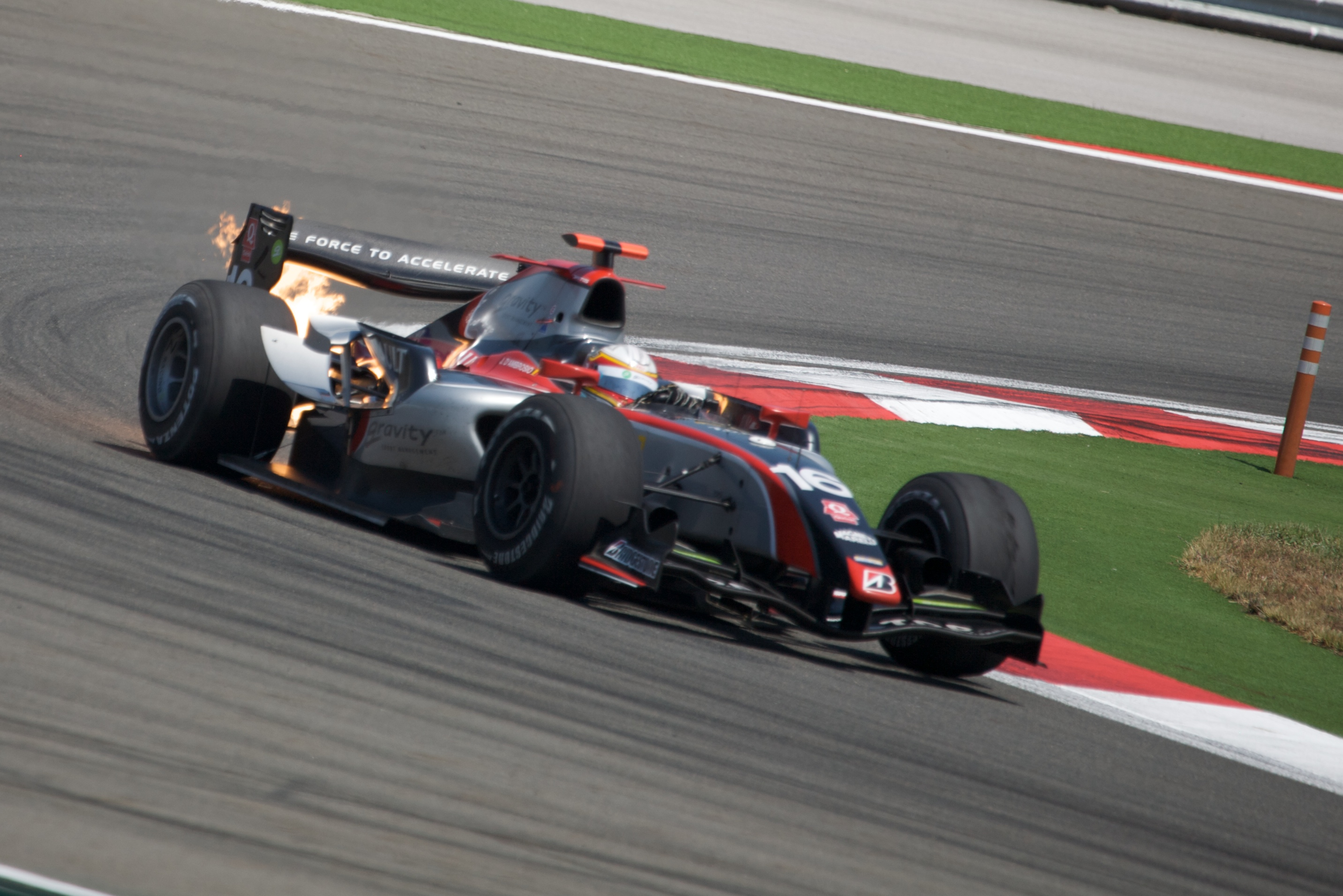
2009年丹布罗西奥驾驶DAMS赛车于GP2土耳其站

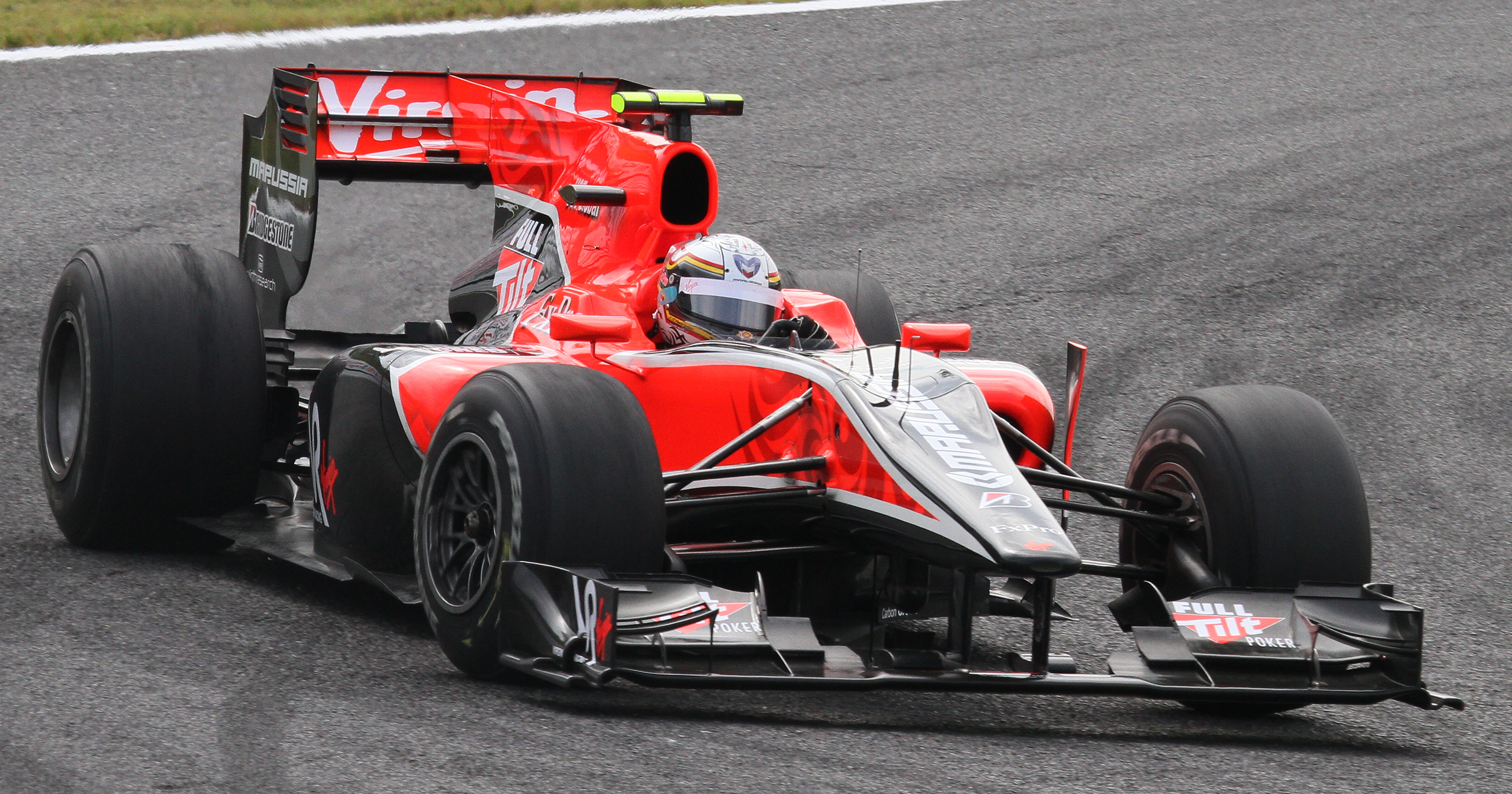
丹布罗西奥作为维珍车队第三车手在2010年日本大奖赛

2008年,丹布罗西奥加入DAMS车队，与小林可梦伟搭档，同时参加了GP2系列赛和GP2亚洲系列赛。在GP2的系列比赛中，他的最好成绩是分站亚军，而最终在车手榜上排名第十一位。在亚洲系列赛中，尽管没能夺得一场分站冠军，但他还是紧随小林之后摘得赛季亚军。2009年，他与DAMS车队续约，依然未能在分站夺冠，最后以第九名的成绩完成整个赛季。2010年，他依靠雷诺车队与DAMS车队的合作关系继续留队。在摩纳哥赛道，他赢得了自己在GP2的首个冠军。但在随后的两场比赛中，他被罗曼·格罗斯让替换。在家乡比利时的主场，他拿下了自己在GP2中的首个杆位，却在正赛中因故退赛。他在随后的意大利站中再列三甲，但最后在车手榜上仅位列第十二。

### 一级方程式

#### 2010年
2010年1月，作为基尼资本公司旗下的车手，丹布罗西奥得以凭借该公司在雷诺车队的大股东地位重新加入雷诺的车手发展项目，并成为其后备车手。
9月16日，维珍车队宣布丹布罗西奥将会代替卢卡斯·迪·格拉西出战新加坡、日本、韩国和巴西四场大奖赛的周五练习赛。在新加坡大奖赛的首场练习赛中，他排名第21，落后队友提摩·格洛克0.2秒，而在日本大奖赛上，他并没有按计划出现在练习赛中。

#### 2011年

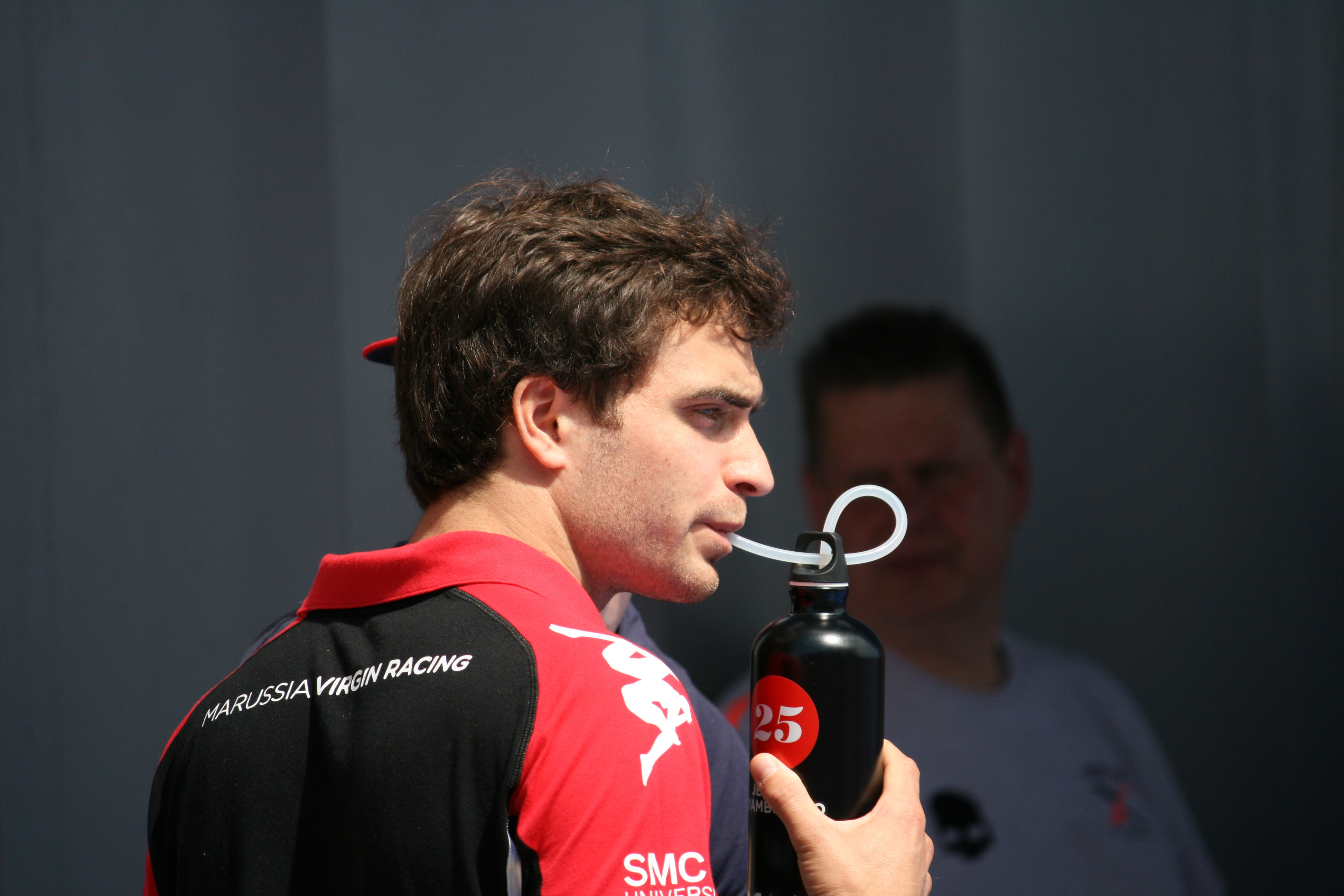
丹布罗西奥在2011年西班牙大奖赛

2010年12月21日，维珍车队确定丹布罗西奥将会为车队出战2011年世界一级方程式锦标赛。在为车队效力的13场比赛中，他一共完成了11场正赛。其中，他在马来西亚站因电子故障退赛，在意大利站因变速箱故障退赛。他的个人最佳成绩是14名，在澳大利亚站和加拿大站取得。在自己的主场比利时站，他以第17名完赛，击败了队友提摩·格洛克。

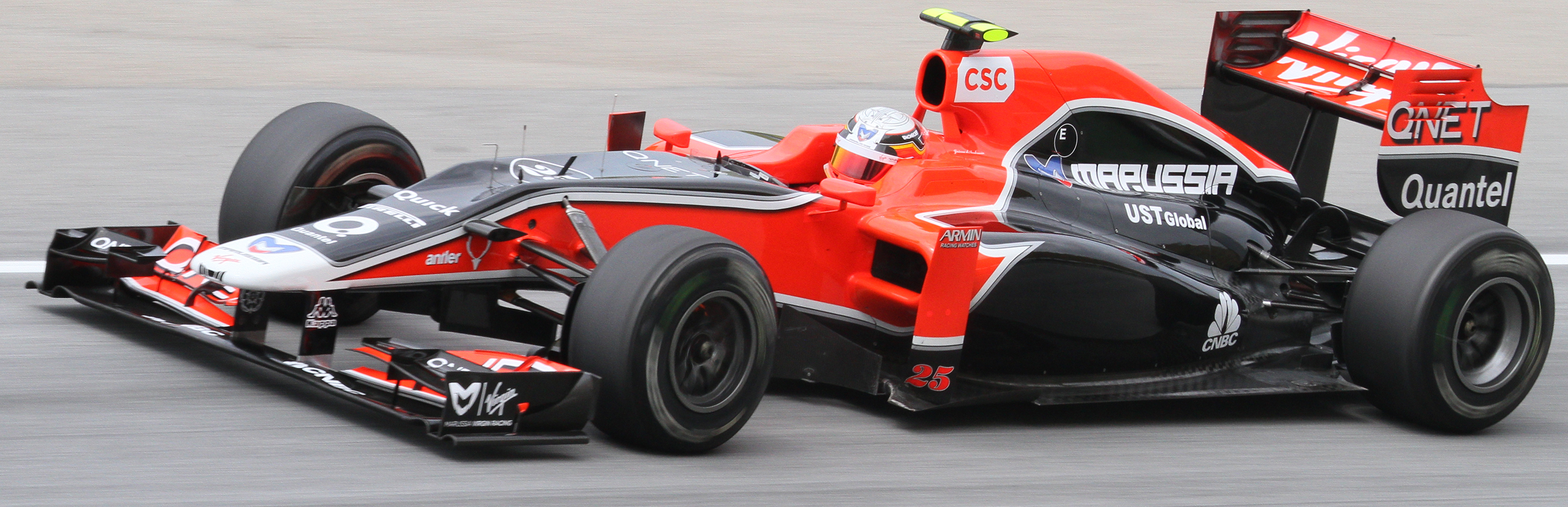
丹布罗西奥在2011年马来西亚大奖赛

丹布罗西奥最终以车手榜第24名的成绩结束了整个赛季，超过了最佳分站成绩只有第15名的队友格洛克。但他的位置在2012赛季却被查尔斯·皮克取代。
在维珍车队，丹布罗西奥以“奶黄”闻名，因为他在2011年的冬季测试开始时将这个词贴在了他的驾驶舱内。

#### 2012年
2012年1月24日，路特斯F1车队宣布丹布罗西奥成为该车队的预备车手，将会在整个赛季与主力车手基米·莱科宁和罗曼·格罗斯让搭档出战。同时，他也为英国天空广播的体育频道解说F1的练习赛、GP2和GP3的正赛，还为比利时的法语广播RTBF解说F1赛事。
丹布罗西奥在路特斯车队的处子战是2012年意大利大奖赛，顶替因为在比利时站引发连环事故而被禁赛一场的格罗斯让。他在排位赛中取得第16名，并因帕斯托·马尔多纳多受罚后退而从15名发车。他最后以13名完赛，落后冠军76秒。

### 电动方程式
2014年，丹布罗西奥加入电动方程式的龙之队车队，担任主力车手。他在龙之队效力到2017－18年電動方程式錦標賽赛季结束。2018-19年赛季，他加入马恒达车队担任主力车手；2019－20年电动方程式锦标赛赛季结束后，丹布罗西奥宣布从竞技赛事中退役。

### 退役后
2020年，丹布罗西奥加入电动方程式的文图里车队，担任车队副领队。2021年11月，他被提升为车队领队，接替苏茜·沃尔夫的位置。2022年9月，丹布罗西奥离开车队，作为玛莎拉蒂接管车队的一部分。
2023年3月，一级方程式的梅赛德斯车队宣布丹布罗西奥将加入车队，担任旗下车手发展项目的负责人。在2023年新加坡大奖赛之后，由于梅赛德斯车队领队托托·沃尔夫因手术缺席，车队任命丹布罗西奥作为车队临时领队管理车队，直到2023年卡塔尔大奖赛沃尔夫回归。
2024年3月，有媒体获悉丹布罗西奥会在2024赛季结束后离开梅赛德斯车队，加入法拉利车队，预计他将担任法拉利车手学院的负责人。2024年5月，法拉利车队宣布丹布罗西奥将于10月加盟车队，他将担任车队副领队一职。2025年奥地利大奖赛期间，法拉利车队领队弗雷德里克·瓦瑟尔因故缺席周日正赛，丹布罗西奥被任命为临时领队，负责周日的车队运营。

## 赛事成绩
| 赛季    | 赛事                          | 车队                         | 比赛     | 杆位     | 冠军     | 积分     | 排名     |
| ------- | ----------------------------- | ---------------------------- | -------- | -------- | -------- | -------- | -------- |
| 2004    | 法国雷诺方程式2.0             | Graff Racing                 | 14       | 0        | 0        | 156      | 第4      |
| 2004    | 欧洲雷诺方程式2.0             | Graff Racing                 | 7        | 0        | 0        | 28       | 第16     |
| 2005    | 意大利雷诺方程式2.0           | Euronova Racing              | 17       | 1        | 1        | 199      | 第4      |
| 2005    | 意大利雷诺方程式2.0冬季系列赛 | Euronova Racing              | 2        | ?        | 2        | 40       | 季军     |
| 2005    | 欧洲雷诺方程式2.0             | Euronova Racing              | 6        | 0        | 0        | 22       | 第15     |
| 2005    | 意大利方程式3000轻量级        | Euronova Racing              | 1        | 0        | 0        | 9        | 第6      |
| 2006    | 欧洲系列赛3000                | Euronova Racing              | 10       | 0        | 0        | 39       | 第5      |
| 2006    | 雷诺方程式3.5系列赛           | Tech 1 Racing                | 7        | 0        | 0        | 0        | NC       |
| 2006    | 国际汽联GT锦标赛              | Gillet Vertigo Streiff (GT2) | 1        | 0        | 0        | 0        | NC       |
| 2007    | 国际方程式大师赛              | Cram Competition             | 16       | 1        | 5        | 100      | 冠军     |
| 2008    | GP2系列赛                     | DAMS                         | 20       | 0        | 0        | 21       | 第11     |
| 2008    | GP2亚洲系列赛                 | DAMS                         | 10       | 0        | 0        | 12       | 第11     |
| 2008–09 | GP2亚洲系列赛                 | DAMS                         | 11       | 1        | 0        | 36       | 亚军     |
| 2009    | GP2系列赛                     | DAMS                         | 20       | 0        | 0        | 29       | 第9      |
| 2010    | GP2系列赛                     | DAMS                         | 18       | 1        | 1        | 21       | 第12     |
| 2010    | 世界一级方程式锦标赛          | 雷诺车队                     | 测试车手 | 测试车手 | 测试车手 | 测试车手 | 测试车手 |
| 2010    | 世界一级方程式锦标赛          | 维珍车队                     | 测试车手 | 测试车手 | 测试车手 | 测试车手 | 测试车手 |
| 2011    | 世界一级方程式锦标赛          | 维珍车队                     | 19       | 0        | 0        | 0        | 第24     |
| 2012    | 世界一级方程式锦标赛          | 路特斯F1车队                 | 1        | 0        | 0        | 0        | 第23     |

*赛季进行中

### 世界一级方程式锦标赛战绩
(图例)粗体为杆位出赛，斜体为最快圈速
| 赛季 | 车队         | 底盘              | 引擎                  | 1     | 2      | 3     | 4     | 5     | 6     | 7     | 8     | 9     | 10    | 11    | 12    | 13     | 14    | 15    | 16    | 17    | 18     | 19    | 20 | 排名 | 积分 |
| ---- | ------------ | ----------------- | --------------------- | ----- | ------ | ----- | ----- | ----- | ----- | ----- | ----- | ----- | ----- | ----- | ----- | ------ | ----- | ----- | ----- | ----- | ------ | ----- | -- | ---- | ---- |
| 2010 | 维珍车队     | 维珍VR-01         | 考斯沃斯CA2010 2.4 V8 | 巴林  | 澳     | 马    | 中    | 西    | 摩    | 土    | 加    | 欧    | 英    | 德    | 匈    | 比     | 意    | 新 TD | 日 TD | 韩 TD | 巴 TD  | 阿    |    | –    | –    |
| 2011 | 维珍车队     | 维珍Virgin MVR-02 | 考斯沃斯CA2011 2.4 V8 | 澳 14 | 马 Ret | 中 20 | 土 20 | 西 20 | 摩 15 | 加 14 | 欧 22 | 英 17 | 德 18 | 匈 19 | 比 17 | 意 Ret | 新 18 | 日 21 | 韩 20 | 印 16 | 阿 Ret | 巴 19 |    | 第24 | 0    |
| 2012 | 路特斯F1车队 | 路特斯E20         | 雷诺RS27-2012 V8      | 澳    | 马     | 中    | 巴林  | 西    | 摩    | 加    | 欧    | 英    | 德    | 匈    | 比    | 意 13  | 新    | 日    | 韩    | 印    | 阿     | 美    | 巴 | 第23 | 0    |

*赛季进行中

## 個人生活
2020年7月20日，丹布羅西奧在摩納哥的民事登記處與奧匈帝國末代皇帝卡爾一世曾孫女奧地利女大公艾蕾諾爾·馮·哈布斯堡結婚。
2021年10月20日，艾蕾諾爾女大公生下了他們的兒子奧托·丹布罗西奥，以她的祖父末代皇儲奧托·馮·哈布斯堡的名字命名。